# Силікатний (Сенгилєєвський район)
Силікатний (рос. Силикатный) — робітниче селище в Сенгилєєвському районі Ульяновської області Російської Федерації.
Населення становить 2679 осіб. Входить до складу муніципального утворення Силикатненське міське поселення.

## Історія
Населений пункт розташований на території українського культурного та етнічного краю Жовтий Клин.
Від 2004 року входить до складу муніципального утворення Силикатненське міське поселення.

## Населення
| 1979  | 1989  | 2002  | 2009  | 2010  | 2012  | 2013  |
| ----- | ----- | ----- | ----- | ----- | ----- | ----- |
| 4117  | ↘4099 | ↘3646 | ↘3120 | ↘2989 | ↘2969 | ↘2959 |
| 2014  | 2015  | 2016  | 2017  | 2018  | 2019  | 2020  |
| ↗2963 | ↘2934 | ↘2901 | ↘2853 | ↘2777 | ↘2702 | ↘2650 |
| 2021  |       |       |       |       |       |       |
| ↗2679 |       |       |       |       |       |       |